# Węgry w Konkursie Piosenki Eurowizji
Węgry uczestniczyły w Konkursie Piosenki Eurowizji w latach 1994–2019. W latach 2015–2019 za przygotowania kraju do konkursu odpowiedzialna była stacja Duna Médiaszolgáltató (Duna). Na przestrzeni lat reprezentant kraju wybierany był wewnętrznie przez władze telewizji, poprzez krajowe eliminacje lub poprzez format telewizyjny A Dal.
Węgry nigdy nie trafiły na finałowe podium. Najwyższym wynikiem w historii startów kraju jest czwarte miejsce, które zajęła Friderika Bayer z piosenką „Kinek mondjam el vétkeimet?” w konkursie w 1994. Najsłabszy wynik w historii uzyskała Csézy z piosenką „Candlelight”, zajmując ostatnie miejsce w półfinale konkursu w 2008.
Od debiutu w 1994 węgierski nadawca kilka razy wycofywał się z udziału na konkursie: w 1996 nie przeszedł rundy eliminacyjnej, a po edycji w 1998 roku zrezygnował z wysyłania reprezentanta na konkurs, aż do 2004. Wycofał się również z udziału w konkursach w 2006, 2010 i od 2020.

## Historia Węgier na Konkursie Piosenki Eurowizji

### Lata 90.
Telewizja węgierska planowała debiut w konkursie podczas 38. Konkursu Piosenki Eurowizji. Z powodu dużej liczby chętnych do udziału państw, reprezentantka Węgier Andrea Szulák z piosenką „Arva reggel” musiała wystartować w koncercie eliminacyjnym dla państw bloku wschodniego Kvalifikacija za Millstreet organizowanym w Lublanie. Zdobyła 44 punkty i zajęła przedostatnie, 6. miejsce, przez co nie zakwafikowała się do finału konkursu.
W 1994 Węgry zadebiutowały w konkursie, wysyłając reprezentanta na 39. Konkurs Piosenki Eurowizji w Dublinie. Węgierska telewizja zdecydowała, że krajowy przedstawiciel będzie wyłoniony poprzez telewizyjny format Táncdalfesztivál. 5 lutego w telewizyjnym studiu MTV w Budapeszcie odbył się koncert finałowy selekcji, które poprowadziła Dorottya Geszler. W finale wzięło udział piętnastu uczestników: Zsolt Bognar, Adrienne, Csaba i A 4 Nem Piskota, Kati Bontovics, Andrea Szulák, Beáta Karda, Kata Janza, Enikö Détar i Pál Makrai, Grażyna Kowalczyk i Lui, László Gombos, Rita Pap i Attila Bodvár, Friderika Bayer, Kati Farkas, Boldizár László, Tamás Aczél i Rákfogó Új oraz Ágnes Bogolin. Zwycięzca został wybrany przez szesnastoosobową komisję sędziowską, która przyznawała każdej z piosenek od jednego do dziewięciu punktów. Po zsumowaniu wszystkich ocen, największą sumę 140 punktów uzyskała Friderika Bayer z piosenką „Kinek mondjam el vétkeimet?”, dzięki czemu została pierwszą reprezentantką Węgier w Konkursie. 30 kwietnia wystąpiła jako dwudziesta druga w kolejności w finale konkursu organizowanego w dublińskim Point Theatre. Zdobyła łącznie 122 punkty, w tym maksymalną notę dwunastu punktów od jurorów ze Szwecji, Finlandii, Irlandii (trzy pierwsze kraje przyznające swoje punkty tego wieczoru) oraz z Polski, dzięki czemu zajęła ostatecznie czwarte miejsce. Do tej pory jest to najwyższy wynik osiągnięty przez reprezentanta Węgier w konkursie, a także jeden z najwyższych wyników uzyskanych przez kraj debiutujący w stawce konkursowej. W trakcie występu na scenie reprezentantce towarzyszył Jenei Szilveszter.
Po udanym debiucie w 1994, węgierski nadawca wyraził chęć udziału w 40. Konkursie Piosenki Eurowizji organizowanym w Irlandii. Reprezentant Węgier został wybrany wewnętrznie, a został nim Csaba Szigeti z piosenką „Új név a régi ház falán”. 13 maja wystąpił z trzynastym numerem startowym w finale konkursu. Zajął przedostatnie, 22. miejsce, zdobywszy trzy punkty od komisji jurorskiej (tj. dwóch punktów z Rosji i jednego z Hiszpanii).
Pomimo słabego wyniku osiągniętego w 1995, węgierski nadawca wyraził chęć udziału w 41. Konkursie Piosenki Eurowizji w Oslo. Podobnie jak w 1994, reprezentant kraju został wyłoniony poprzez format koncertu eliminacyjnego, którego finał odbył się 24 lutego 1996 w studiu MTV w Budapeszcie. W koncercie, prowadzonym przez Istvána Vágó, uczestniczyło czternastu uczestników: Lancelot, Bon-Bon, Boglárka Bokodi, Banjoe, Lui, Te i Én, Tanita, Gjon Delhusa, Gyula Éliás, Renáta Krassy, Judy, Attila Bodnár, Maxi És A Szirének oraz Anita. Zwycięzcę wyłoniła pięcioosobowa regionalna komisja sędziowska, która największą liczbę 38 punktów przeznała piosence „Fortuna” Gjona Delhusy. Z powodu dużej liczby krajów chętnych do wystartowania w konkursie, w 1996 Europejska Unia Nadawców (EBU) zorganizowała koncert kwalifikacyjny do finału 41. Konkursu Piosenki Eurowizji. Wersje studyjne wszystkich zgłoszonych piosenek zostały przesłuchane przez komisje jurorskie, które spośród nich wybrały 22 finałowe piosenki. Piosenka z Węgier nie znalazła się w gronie finalistów.
Węgierski nadawca wziął udział w 42. Konkursie Piosenki Eurowizji w Dublinie, a swojego reprezentanta ponownie wyłonił za pośrednictwem krajowych selekcji. Finał eliminacji odbył się 28 lutego 1997 w stołecznym studiu MTV, koncert poprowadził István Vágó. Do konkursu przystąpiło 19 uczestników: Rockfort, Marianna Rozsi, Adrienne Almasi, Szerda Délután, Melinda es Lui, Orsi, V.I.P., Orsolya Ferencz, CET, Peter Popper, Veronika Nadasi, Csilla Auth, Dina, Cotton Club Singers, Gabor Majsai, Harvest, Yellow Rebel, Tamas Takats oraz Renata Krassy. Zwycięzcę wyłoniła pięcioosobowa regionalna komisja sędziowska. Największą liczbę 27 punktów otrzymał boys band V.I.P. z piosenką „Miért kell, hogy elmenj?”. 3 maja zespół wystąpił jako dziewiętnasty w kolejności w finale konkursu i zajął 12. miejsce, zdobywszy 39 punktów od jurorów.
W 1998 telewizja węgierska wzięła udział w 43. Konkursie Piosenki Eurowizji organizowanym w National Indoor Arena w Birmingham. Swojego reprezentanta wybrała wewnętrznie. Zaproszenie do reprezentowania kraju przyjął Károly „Charlie” Horváth, a jego konkursową piosenką została „A holnap már ném lesz szomorú”. 9 maja wystąpił jako jedenasty w kolejności w finale konkursu. Zdobył zaledwie cztery punkty, w tym dwa z Norwegii i po jednym z Francji i Rumunii, zajmując 23. miejsce. Ze względu na słabe wyniki osiągane w konkursie, telewizja MTV wycofała się z udziału w 44. Konkursie Piosenki Eurowizji.

### Lata 2000.
W latach 1999–2004 nie wysyłała reprezentanta na konkurs. W 2003 planowała uczestniczyć w konkursie w 2004, ale ostatecznie wycofała się z udziału.
W 2005 telewizja MTV ogłosiła chęć wysłania reprezentanta na jubileuszowy, 50. Konkurs Piosenki Eurowizji, powracając do stawki konkursowej po siedmioletniej przerwie. 13 marca w budapesztańskim studiu MTV odbyły się krajowe eliminacje Eurovíziós Dalfesztivál. Koncert poprowadziła Tünde Nagy. W finale selekcji wystąpiło dwunastu uczestników, którzy zostali wybrani spośród 37 propozycji nadesłanych do siedziby węgierskiego nadawcy. O reprezentowanie Węgier rywalizowali: Melody Island, Sushi Train, LOLA, Mester Tamás, Crystal, Acapulco, NOX, Karányi, Ambrus Rita, Baby Gabi és Lala, Judy i Bizek Emi. Selekcje podzielone zostały na dwie części: w pierwszej widzowie za pomocą SMS-ów wybrali czterech uczestników, którzy awansowali do ścisłego finału (Judy, Crystal Baby Gabi i Lala oraz NOX). W drugim etapie zwycięzcę wybrała profesjonalna komisja sędziowska, która najwyżej oceniła etno-popową piosenkę „Forogj, világ!” zespołu NOX. Piosenka zdobyła w sumie 49 punktów. Przed konkursem zespół wymieniany był wśród głównych faworytów do wygrania. 19 maja wystąpił z 15. numerem startowym w półfinale konkursu i, zdobywszy 167 punktów, zakwalifikował się z piątego miejsca do sobotniego finału, rozgrywanego 21 maja. Wystąpił w nim jako pierwszy w kolejności i zdobył łącznie 97 punktów, w tym m.in. notę 10 punktów z Polski, plasując się ostatecznie na 12. miejscu.

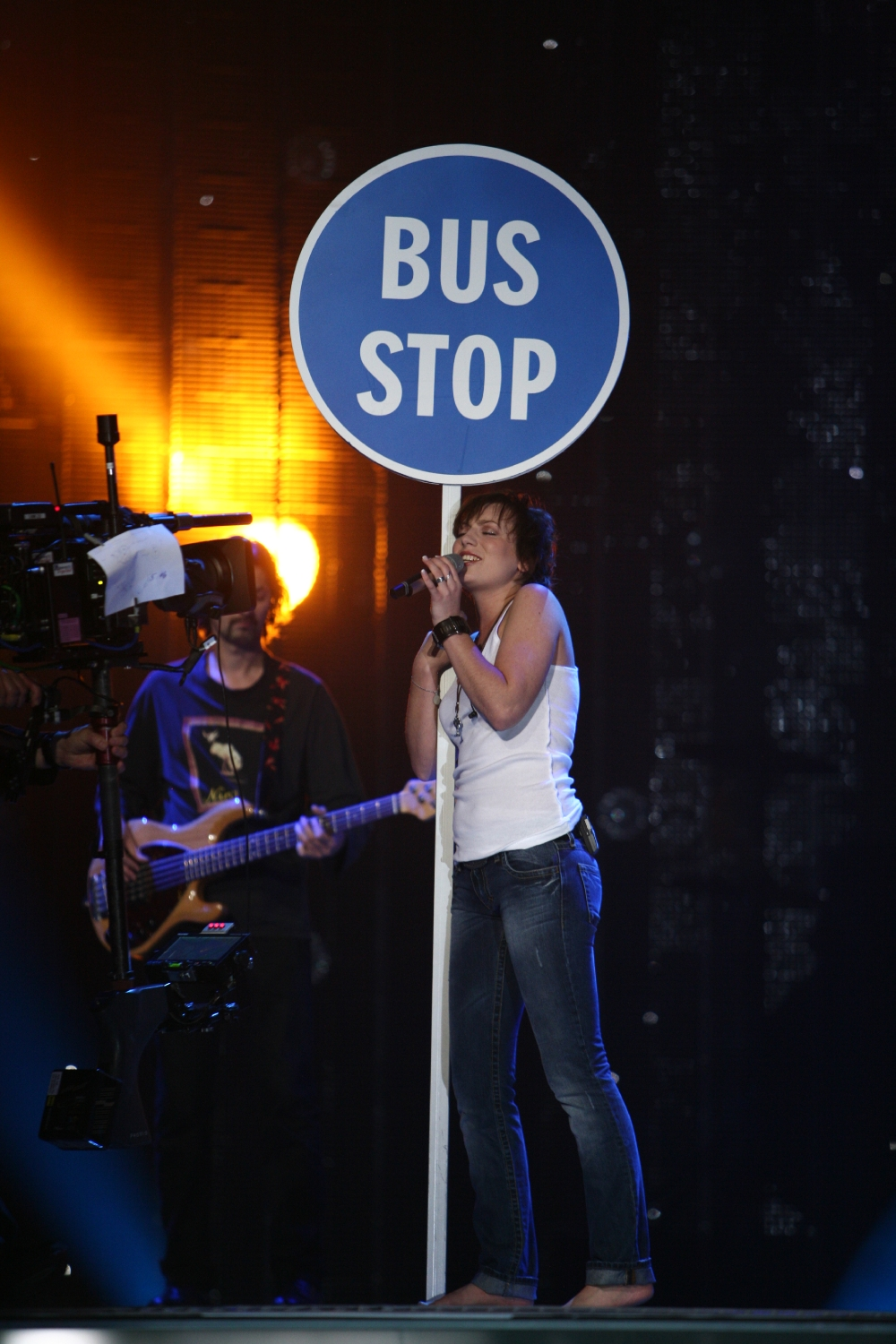
Magdi Rúzsa w trakcie wykonywania piosenki „Unsubstantial Blues” podczas 52. Konkursu Piosenki Eurowizji, maj 2007

Pomimo dobrego wyniku zajętego przez reprezentację Węgier w 2005, telewizja MTV postanowiła nie brać udziału w 51. Konkursie Piosenki Eurowizji w Atenach. Pod koniec 2006 stacja MTV potwierdziła udział w 52. Konkursie Piosenki Eurowizji w Helsinkach. Swojego reprezentanta wyłoniła wewnętrznie, a zaproszenie stacji przyjęła Magdi Rúzsa, zwyciężczyni trzeciej edycji Megasztár in Hungary, węgierskiego odpowiednika formatu Pop Idol. Publicznie decyzję ogłoszono w trakcie Az év felfedezettje, gali wręczenia muzycznych nagród Fonogram dla najlepszego węgierskiego debiutanta. Konkursową propozycją Rúzsy została piosenka „Unsubstantial Blues”. 10 maja wystąpiła jako 22. w kolejności w półfinale Konkursu Piosenki Eurowizji. Dzięki zdobyciu 224 punktów, w tym m.in. maksymalnej noty 12 punktów z Danii, Islandii i Serbii, awansowała z drugiego miejsca do finału konkursu, rozgrywanego 12 maja. Zaprezentowała się w nim jako ósma w kolejności i zdobyła łącznie 128 punktów, w tym 12 z Serbii, zajmując ostatecznie dziewiąte miejsce. Po finale konkursu piosenka „Unsubstantial Blues” została wyróżniona Nagrodą Kompozytorów im. Marcela Bezençona, której laureata wybierają kompozytorzy biorący udział w konkursie.

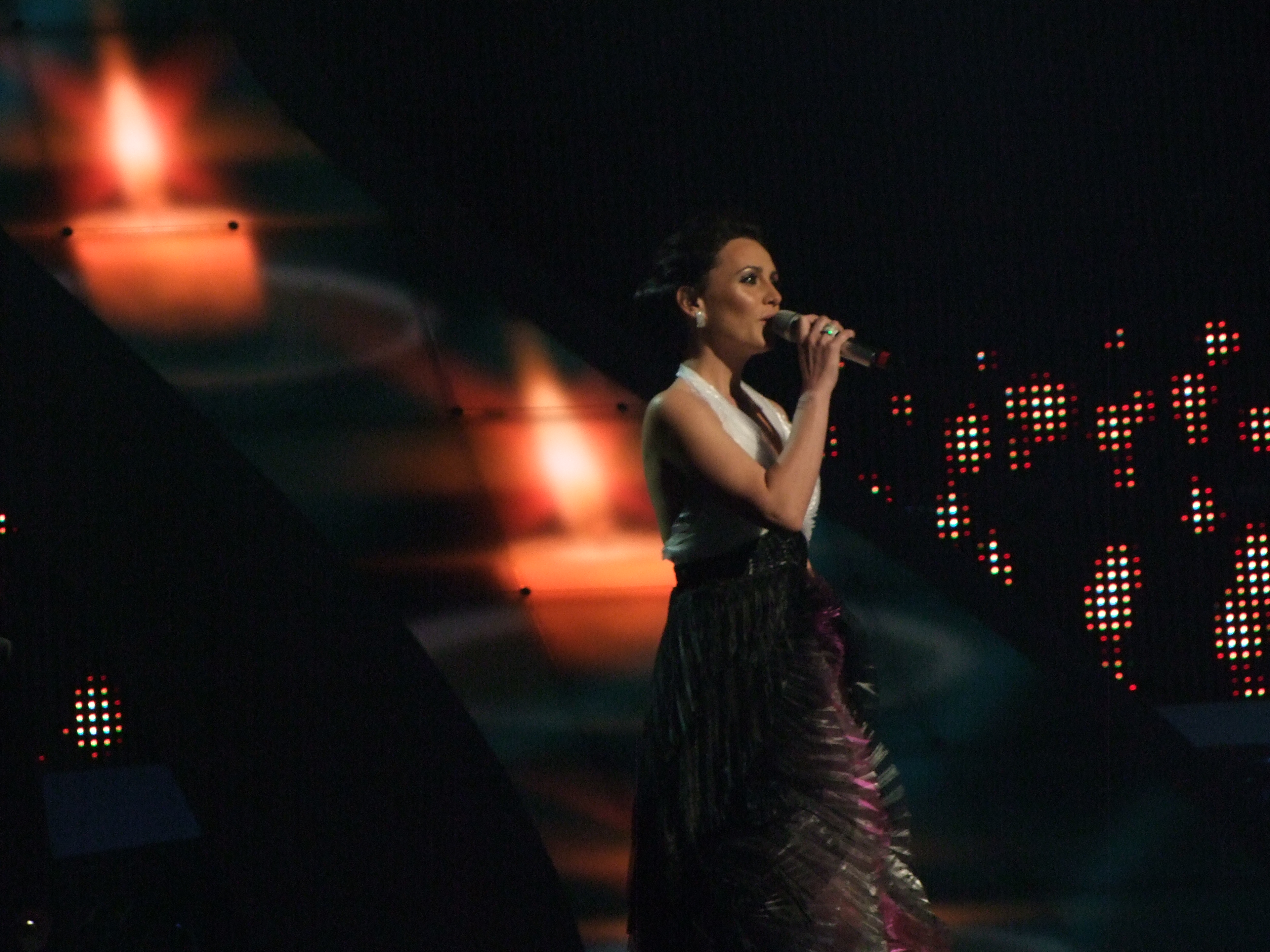
Csézy podczas 53. Konkursu Piosenki Eurowizji w Belgradzie, maj 2008

W 2008 węgierska telewizja wystąpiła w 53. Konkursie Piosenki Eurowizji w Belgradzie, a swojego reprezentanta wyłoniła poprzez krajowe eliminacje Euróvízíós Dalverseny 2008. Finał selekcji odbył się 8 lutego w stołecznym Fortuna Stúdió, jego prowadzącymi zostali Eva Novodomszky i Levente Harsanyi. W konkursie wzięło udział 15 uczestników: Candies, Ez One, Zsuzsi Vágó i Zsolt Árpád Mészáros, Mónika Hoffmann, Zsuzsanna Antal i Fisher’s Company, Fiesta, Zsuzsa Imre, Csaba Gál Boogie, Lola, Adrien Szekeres, Dure, Orsi Pflum, Csézy, 21 gramm oraz Orsi Szatmári. Zwycięzcę wybrali telewidzowie oraz komisja jurorska w składzie: Miklós Malek, László Benkő, Eszter Horgas i Balázs Lévai, zachowując stosunek głosów 50:50. Po zliczeniu wszystkich punktów doszło do remisu między dwoma uczestnikami, a najwyższą liczbę 29 punktów zdobyli Adrien Szekeres z piosenką „Piszkos tánc” i Csézy z „Szívverés”. Finał selekcji wygrała druga propozycja, zajmując pierwsze miejsce w głosowaniu telewidzów. Jurorzy uplasowali ją na drugim miejscu, przyznając jej 38 punktów. Po finale selekcji nagrała anglojęzyczną wersji konkursowego utworu – „Candlelight”. Zaprezentowała ją 22 maja w drugim półfinale konkursu. Zdobyła sześć punktów i zajęła ostatnie, 19. miejsce, nie zdobywając awansu do finału. Uzyskała tym samym najgorszy w historii wynik Węgier w konkursie.
Węgierska telewizja potwierdziła udział w 54. Konkursie Piosenki Eurowizji w Moskwie. Reprezentanta wybrała poprzez wewnętrzne eliminacje, a w styczniu uruchomiła proces zgłaszania propozycji. Nadesłano łącznie 105 piosenek. Początkowo na konkurs został oddelegowany Mark Zentai z piosenką „If You Wanna Party”, jednak naruszył zasady konkursu, prezentując publicznie swój utwór przed regulaminowym 1 września 2008, przez co został zdyskwalifikowany z udziału. Nową reprezentantką Węgier została Kátya Tompos z piosenką „Magányos Csónak”, jednak kilka dni po ogłoszeniu decyzji wycofała się z udziału w konkursie z powodów zawodowych. W ostateczności reprezentantem kraju został tancerz i piosenkarz Zoli Ádok z piosenką „Dance with Me (Tanclepes)”. 14 maja wystąpił jako jedenasty w kolejności w drugim półfinale konkursu. Zdobył łącznie szesnaście punktów, w tym osiem z Azerbejdżanu, plasując się na 15. miejscu, przez co nie awansował do finału. Na scenie wystąpił w błękitnym kostiumie projektu Tamasa Naraya, za którą po finale odebrał nieoficjalną nagrodę im. Barbary Dex przyznawaną najgorzej ubranemu uczestnikowi konkursu.

### Lata 2010–2019
22 października 2009 telewizja MTV ogłosiła, że nie weźmie udziału w 55. Konkursie Piosenki Eurowizji z powodu problemów finansowych.

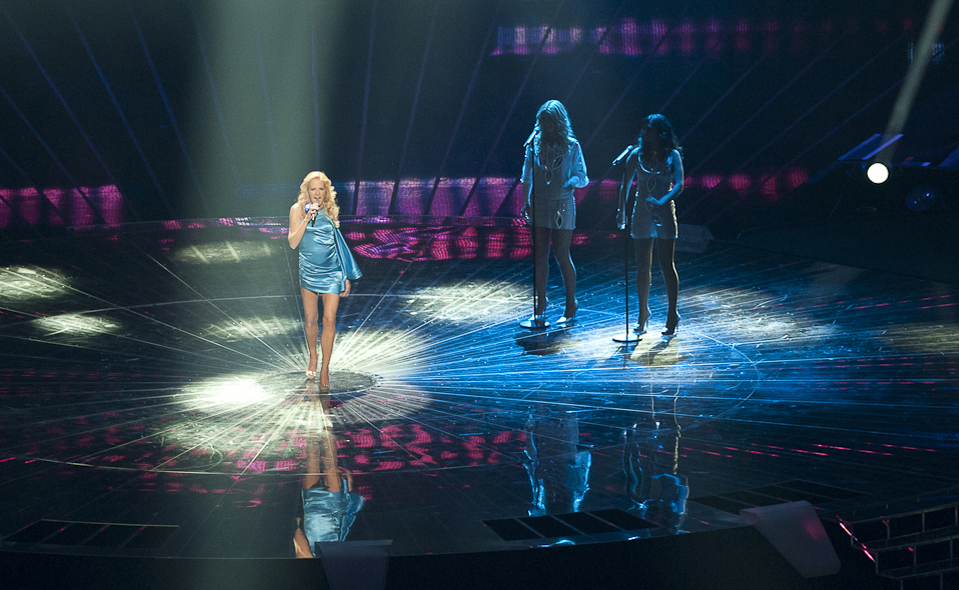
Kati Wolf w trakcie występu w 56. Konkursie Piosenki Eurowizji w Düsseldorfie, maj 2011

27 grudnia 2010 węgierski nadawca poinformował o powrocie kraju do konkursu, potwierdzając udział w 56. Konkursie Piosenki Eurowizji w Düsseldorfie. W marcu 2011 przygotował konferencję prasową, podczas której przedstawił swojego reprezentanta. Wewnętrznie zaproszenie przyjęła Kati Wolf, która na potrzeby konkursu nagrała piosenkę „What About My Dreams?”. Przed finałem konkursu była uznawana za głównego faworyta do wygrania wg fanów zrzeszonych w Stowarzyszeniu Miłośników Konkursu Piosenki Eurowizji (OGAE). 10 maja wystąpiła jako piętnasta w kolejności w pierwszym półfinale konkursu. Zdobyła łącznie 72 punkty, w tym maksymalną notę 12 punktów od Finlandii, dzięki czemu awansowała z siódmego miejsca do finału rozgrywanego 14 maja. Zaśpiewała w nim jako piąta w kolejności i zdobyła łącznie 53 punkty, w tym 12 punktów od Finlandii, zajmując 22. miejsce. Podczas występu na scenie towarzyszyły jej dwie chórzystki: Rita Ambrus i Edit Jármai, oraz trzech tancerzy: Zsolt Ernő Kiss, Zsolt Szentirmai i István Makár. Choreografię do występu ułożyła Timi Papp.
Węgierska telewizja M1 potwierdziła udział 57. Konkursie Piosenki Eurowizji organizowanym w Baku. Po czterech latach przerwy powróciła do formatu krajowych eliminacji, tym razem organizowanych pod nazwą A Dal. W styczniu M1 ogłosiła listę 20 uczestników selekcji A Dal 2012, którymi zostali: Tamara Bencsik i Attila Kökény, András Kállay-Saunders, Barna Pély, Eszter Pál i István „Szalonna” Pál, Annamari Dancs, Gábor Heincz, Compact Disco, Rudi Krisz, Nikolett Gallusz i Márton Vizy, Gabi Tóth, Caramel, Monsoon, Peti Puskás, Sophistic, Juli Fábián i Zoohacker, Gina Kiss, Anti Fitness Club, Mónika Veres, Tibor Gyurcsík, Renáta Tolvai oraz Király Testvérek. Selekcje podzielono na dwa półfinały i finał. W każdym półfinale wzięło udział po dziesięciu artystów, a komisja sędziowska (w składzie: Jenő Csiszár, Philip Rákay, Viktor Rakonczai i Kati Wolf) oraz telewidzowie wybrali spośród nich po czterech finalistów. Do finału zakwalifikowali się: Gábor Heincz, Compact Disco, Gabi Tóth, Caramel, Tibor Gyurcsik, Fábián Juli i Zoohacker, The Kiraly’s oraz Mónika Veres. 11 lutego wystąpili w koncercie finałowym. Po wszystkich występach konkursowych, głosami telewidzów, do decydującej rundy przeszli: Király Testvérek, Caramel, Heincz Gábor oraz Compact Disco. Zwycięzcę wybrali jurorzy, którzy przyznawali po jednym punkcie swojemu faworytowi. Dwa na cztery punkty otrzymał zespół Compact Disco z piosenką „Sound of Our Hearts”, zostając reprezentantem Węgier w 57. Konkursie Piosenki Eurowizji. 22 maja wystąpili z piętnastym numerem startowym w pierwszym półfinale konkursu. Dzięki zajęciu dziesiątego miejsca (52 punkty) awansowali do finału rozgrywanego 26 maja. Wystąpili jako drudzy w kolejności i zdobyli łącznie 19 punktów, w tym osiem od Słowacji i siedem z Rumunii, zajmując 24. miejsce na 26 finalistów.

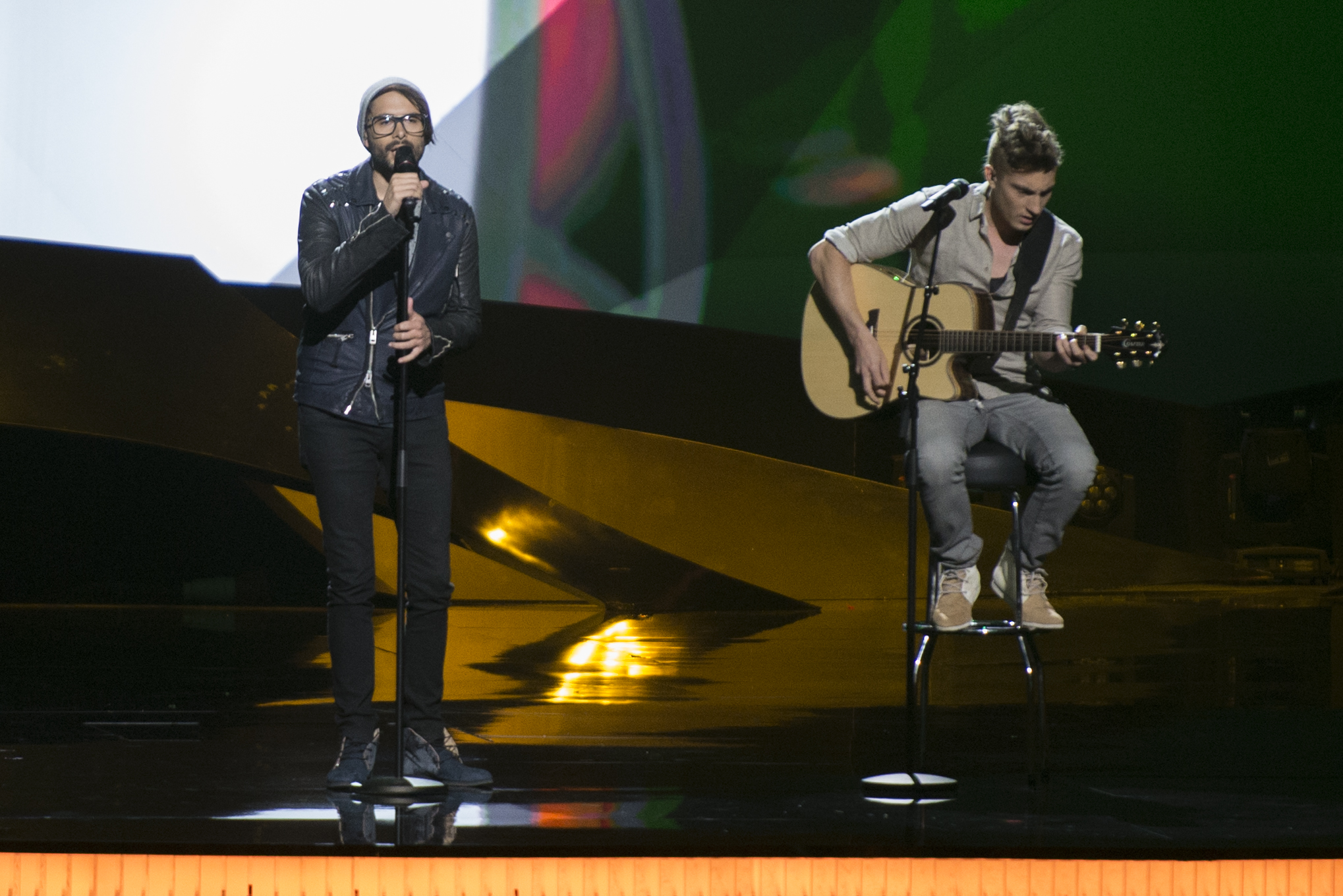
ByeAlex w trakcie występu w 58. Konkursie Piosenki Eurowizji w Malmö, maj 2013

Telewizja MTVA potwierdziła udział w 58. Konkursie Piosenki Eurowizji w Malmö. Podobnie jak w 2012, swojego reprezentanta eurowizyjnego wyłoniła za pośrednictwem formatu A Dal. W przeciwieństwie do poprzedniego roku, tym razem kandydaci musieli wykonać swoje propozycje w języku węgierskim. Do telewizji nadesłane 224 propozycje, spośród których pięcioosobowa komisja sędziowska (w składzie: Csaba Walkó, Philip Rákay, Jenő Csiszár, Viktor Rakonczai oraz Magdi Rúzsa) wyłoniła 30 półfinalistów. Uczestnikami A Dal 2013 zostali: Zoltán Fehér, Mrs Columbo, Péter Puskás, Laura Cserpes, Laci Gáspár i Plastikhead, Ildikó Keresztes, Tibor Gyurcsík, Odett, András Kállay-Saunders, Lilla Polyák, Gergo Rácz, United, Tamás Palcsó, Bogi, Background, Szilvia Agárdi i Dénes Pál, Ádám Szabó, Gabi Völgyesi, Gyula Éliás, Rami, Tamás Vastag, ByeAlex, Veca Janicsák, Krisztián Burai, Mónika Hoffman, Flash Travel (feat. Péter Újvári), Fatima Mohamed, Bence Brasch i Gigi Radics. W związku z większą liczbą uczestników, stacja rozszerzyła format, organizując trzy koncerty ćwierćfinałowe, dwa półfinały i finał. W każdym z ćwierćfinałów wystąpiło po dziesięciu uczestników, a telewidzowie oraz sędziowie wybrali spośród nich po trzech półfinalistów. Do finału przeszło ośmiu wykonawców: Laura Cserpes, Ildikó Keresztes, András Kállay-Saunders, Gergő Rácz, ByeAlex, Szilvi Agárdi i Dénes Pál, Gigi Radics oraz Tamás Vastag. 2 marca wystąpili w finale A Dal 2013, a jurorzy wybrali spośród nich czwórkę uczestników, którzy przeszli do decydującej rundy (tj. Radics, Vastag, Saunders, ByeAlex). W głosowaniu telewidzów, zdobywszy ok. 245 tysięcy głosów, wygrała piosenka „Kedvesem” Alexa „ByeAlexa” Márty, która ostatecznie została wybrana na utwór reprezentujący Węgry w 58. Konkursie Piosenki Eurowizji. Po finale selekcji wraz z Zoohackerem przygotował oficjalny remiks piosenki, który zaprezentował w konkursie. 16 maja wystąpił jako trzynasty w kolejności w drugim półfinale Konkursu Piosenki Eurowizji. Zdobywszy 66 punktów, z ósmego miejsca awansował do finału. Zaprezentował się w nim z 17. numerem startowym i zajął dziesiąte miejsce z 84 punktami na koncie, otrzymując m.in. maksymalną notą 12 punktów z Niemiec oraz 10 punktami z Finlandii i Szwajcarii.

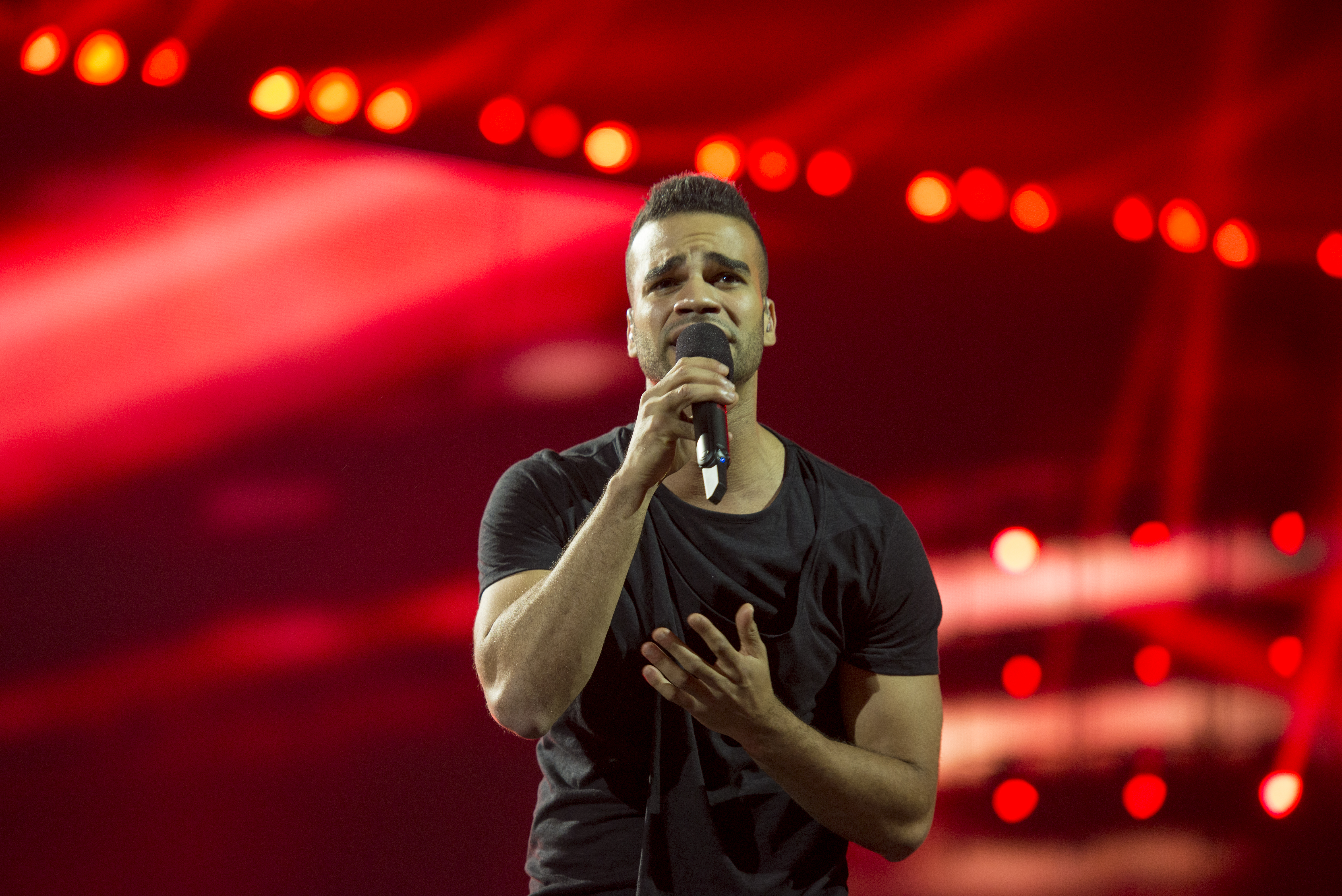
András Kállay-Saunders podczas występu w półfinale 59. Konkursu Piosenki Eurowizji w Kopenhadze, maj 2014

W listopadzie 2013 nadawca MTV potwierdził udział w 59. Konkursie Piosenki Eurowizji w Kopenhadze i ogłosił, że reprezentantem Węgier będzie laureat A Dal 2014. Krajowe eliminacje zostały podzielone na sześć koncertów: trzy ćwierćfinały (25 stycznia, 1 lutego i 8 lutego), dwa półfinały (15 i 16 lutego) i finał (22 lutego 2014). Z każdego ćwierćfinału do półfinału kwalifikowało się po sześciu uczestników, w tym po trzech wykonawców najlepiej ocenionych przez jurorów i po trzech faworytów widzów. Z półfinałów do finału awans zdobyło po czterech kandydatów, w tym po dwa typy jurorów i po dwa – telewidzów. Do udziału w eliminacjach zgłosiło się ponad 200 kandydatów, spośród których komisja jurorska wybrała 30 uczestników. 11 grudnia ogłoszono, że w selekcjach wystąpią: András Kállay-Saunders, Bálint Gájer, Belmondo, Bogi, Dénes Pál, Depresszió, Extensive, Fool Moon, Gabi Knoll, Gigi Radics, Group n Swing, Heni Dér, Hien, HoneyBeast, Ibolya Oláh, Joni, Laura Cserpes, Leslie Szabó, Lil C, Lilla Polyák, Linda Király, Music Fabrik, Mystery Gang, New Level Empire, Noémi Takács, Saci Szécsi i Böbe Szécsi, Tamás Vastag, To Beat or Not to Beat, Viktor Király oraz Zsuzsanna Batta–Marge. Do finału zakwalifikowali się: Depresszió, Bogi, András Kállay-Saunders, New Level Empire, Dénes Pál, Fool Moon, Viktor Király i HoneyBeast. 22 lutego odbył się finał eliminacji. W pierwszej rundzie jurorzy wybierali po czterech kandydatów, którzy przeszli do decydującego etapu (tj. Bogi, Kállay-Saunders, Fool Moon, Király). Głosami telewidzów, zdobywszy największą liczbę SMS-ów, pierwsze miejsce zajął András Kállay-Saunders z piosenką „Running”. Przed półfinałami konkursu był jednym z głównych faworytów do wygrania konkursu wg fanów zrzeszonych w OGAE (zajął drugie miejsce, przegrywając jedynie z reprezentantką Szwecji, Sanną Nielsen). 6 maja wystąpił jako ostatni, 16. w kolejności w pierwszym półfinale konkursu i z trzeciego miejsca (127 punktów) awansował do finału rozgrywanego 10 maja. Zajął w nim piąte miejsce po zdobyciu łącznie 143 punkty, w tym m.in. maksymalną notę 12 punktów z Czarnogóry.

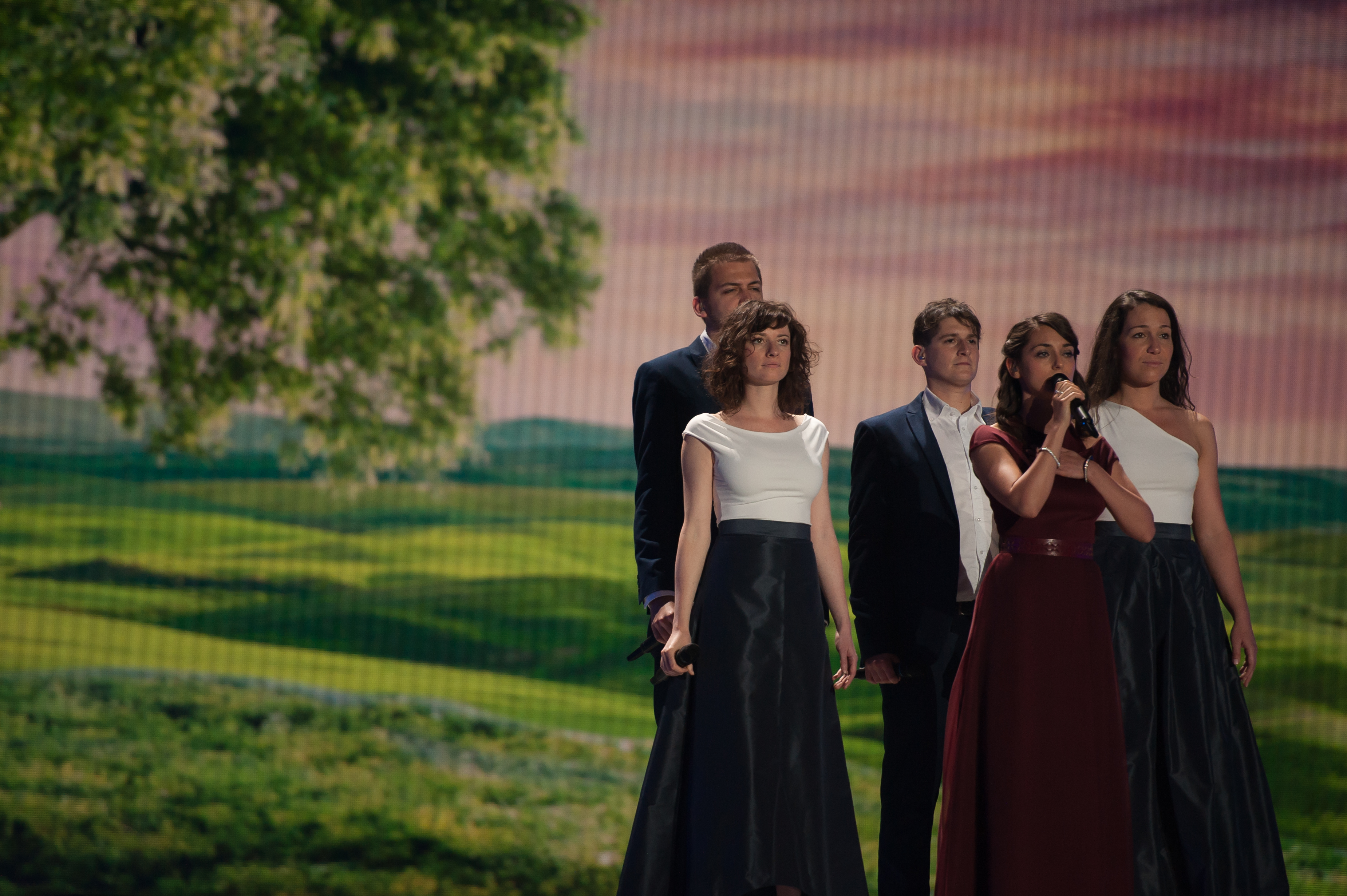
Boggie podczas prób do występu w 60. Konkursie Piosenki Eurowizji w Wiedniu, maj 2015

Pod koniec maja 2014 telewizja MTVA potwierdziła udział w 60. Konkursie Piosenki Eurowizji w Wiedniu. We wrześniu rozpoczęła proces przyjmowania zgłoszeń do udziału w A Dal 2015. W grudniu ogłosiła listę 30 ćwierćfinalistów selekcji, którymi zostali: Chances, Boglárka „Boggie” Csemer, Bogi, Balázs Farkas-Jenser, Karmapolis, MDC, Barbie, Spoon, Saci i Böbe Szécsi, Vera Tóth, Kati Wolf, Gabi Szűcs, Timi Antal, Gergő Szakács, Proof of Life, Fool Moon, Pankastic!, Zoltán Mujahid, Gyula Éliás Jr. (feat. Fourtissimo), Éva Katona-Zsombori, Heni Dér, Bálint Gájer, Ildikó Keresztes, Leander Rising, Bori Magyar, New Level Empire, Oláh Gergő, Other Planet, PASSED i Ádám Szabó. Uczestnicy zostali podzieleni na trzy rundy ćwierćfinałowe, które odbyły się 24 i 31 stycznia oraz 7 lutego. Do półfinału zakwalifikowało się po sześciu wykonawców z każdej grupy. 14 i 21 lutego odbyły się półfinały, w których wystąpiło po dziewięciu uczestników, a po czterech z nich zdobyło awans do finału. 28 lutego w studiu MTV w Budapeszcie odbył się finał A Dal 2015, w którym wystąpili: Boggie, Szabó, Mujahid, Spoon, Wolf, PASSED, Ív i Gájer. Majwiększą liczę 24 punktów w głosowaniu jurorów i telewidzów zdobyła w nim Boggie z piosenką „Wars for Nothing”. Podczas występów piosenkarka zawarła w wizualizacjach swojej piosenki zwroty dotyczące liczby ofiar rozgrywanych na świecie konfliktów i tragedii. Kontrowersje wzbudziło jedno ze zdań zawartych na ekranie – 2014. Gaza. Dwie trzecie ofiar to cywile, w tym ponad 500 dzieci, które nawiązywało do konfliktu izraelsko-palestyńskiego i operacji wojskowej, którą Izrael przeprowadził przeciwko Hamasowi latem 2014. Oburzenie wobec prezentacji Boggie wyraził m.in. Ilan Mor, ambasador Izraela na Węgrzech, który domagał się wycofania piosenkarki z udziału w konkursie. Jak podał francuski dziennik „Le Figaro”, jeden z przedstawicieli węgierskich władz miał zapewnić izraelskiego ambasadora, że w piosence nie ma odniesień do wydarzeń w Strefie Gazy. Sama Boggie odpadła zarzuty mówiąc, że „to piosenka nie tylko o pokoju, ale także naszej zdolności do brania odpowiedzialności za nasze działania”. 19 maja zaprezentowała piosenkę jako dziesiąta w kolejności w pierwszym półfinale Konkursu Piosenki Eurowizji. Z ósmego miejsca (67 punktów) awansowała do finału. Zaśpiewała w nim jako 22. w kolejności. Zajęła 20. miejsce po zdobyciu 19 punktów, w tym m.in. noty ośmiu punktów z Estonii.

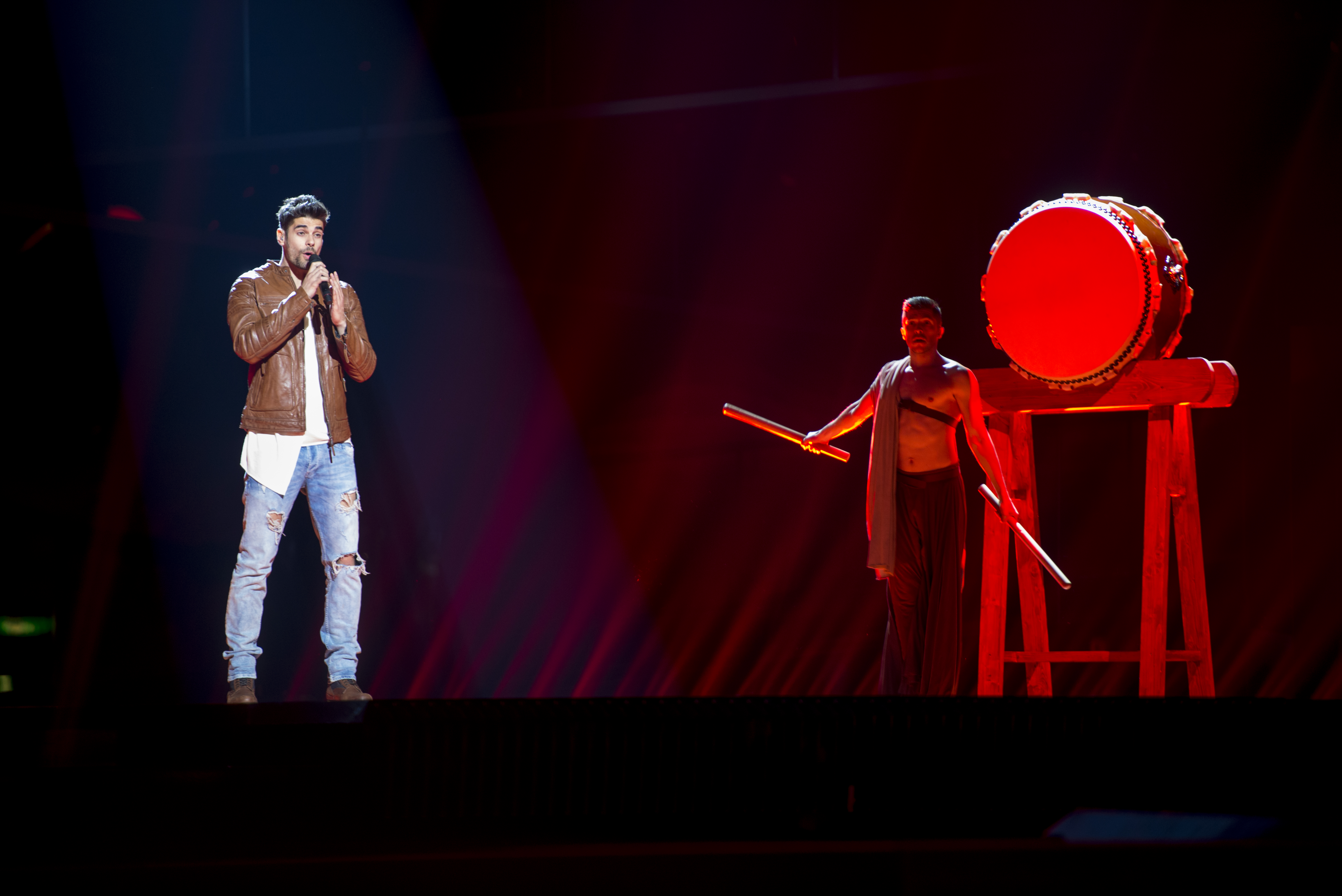
Freddie podczas występu w 61. Konkursie Piosenki Eurowizji w Sztokholmie, maj 2016

Po finale konkursu w Sztokholmie telewizja MTVA wyraziła chęć udziału w 61. Konkursie Piosenki Eurowizji w Sztokholmie. W połowie października rozpoczęła proces przyjmowania zgłoszeń, który zakończyła 25 listopada. Decyzją wewnętrznej komisji jurorskiej, do udziału w A Dal 2016 zakwalifikowało się 30 uczestników: André Vásáry, Anna Patai, B The First, Bálint Gájer, Benji, ByTheWay, C.E.T., Egy Másik Zenekar, Fatima Mohamed, Freddie, Gergő Oláh, Group’n’Swing, Ív, Jázmin Török, Júlia Horányi, Kállay Saunders Band, Karmapolis i Böbe Szécsi, Laci Gáspár, Maszkura és a Tücsökraj, Misztrál, Mushu, Nika, Odett, Olivér Berkes, Parno Graszt, Passed, Petra Veres-Kovács, Petruska, Reni Tolvai i Szilvia Agárdi. Zostali podzieleni na trzy ćwierćfinały (23 i 30 stycznia oraz 6 lutego), a z każdej rundy do stawki półfinałowej awansowało po sześciu wykonaców wyłonionych w głosowaniu jurorów i telewidzów (szóstego uczestnika wybierali tylko widzowie). 18 półfinalistów podzielono na dwa koncerty (13, 20 lutego), a do finału awansowało po czterech z nich, wybranych przez jurorów i telewidzów (czwarty jedynie przez widzów). Po kilkutygodniowych selekcjach do finału awansowali: Mushu, Parno Graszt, Olivér Berkes i Andi Tóth, Petruska, Gergő Oláh, Freddie, Kállay Saunders Band i André Vásáry. 27 lutego finał krajowych eliminacji, głosami telewidzów i juroów, wygrał Freddie z piosenką „Pioneer”. 10 maja wystąpił w pierwszym półfinale konkursu i z czwartego miejsca (197 punktów) awansował do sobotniego finału, rozgrywanego 14 maja. Zajął w nim 19. miejsce po zdobyciu 108 punktów.

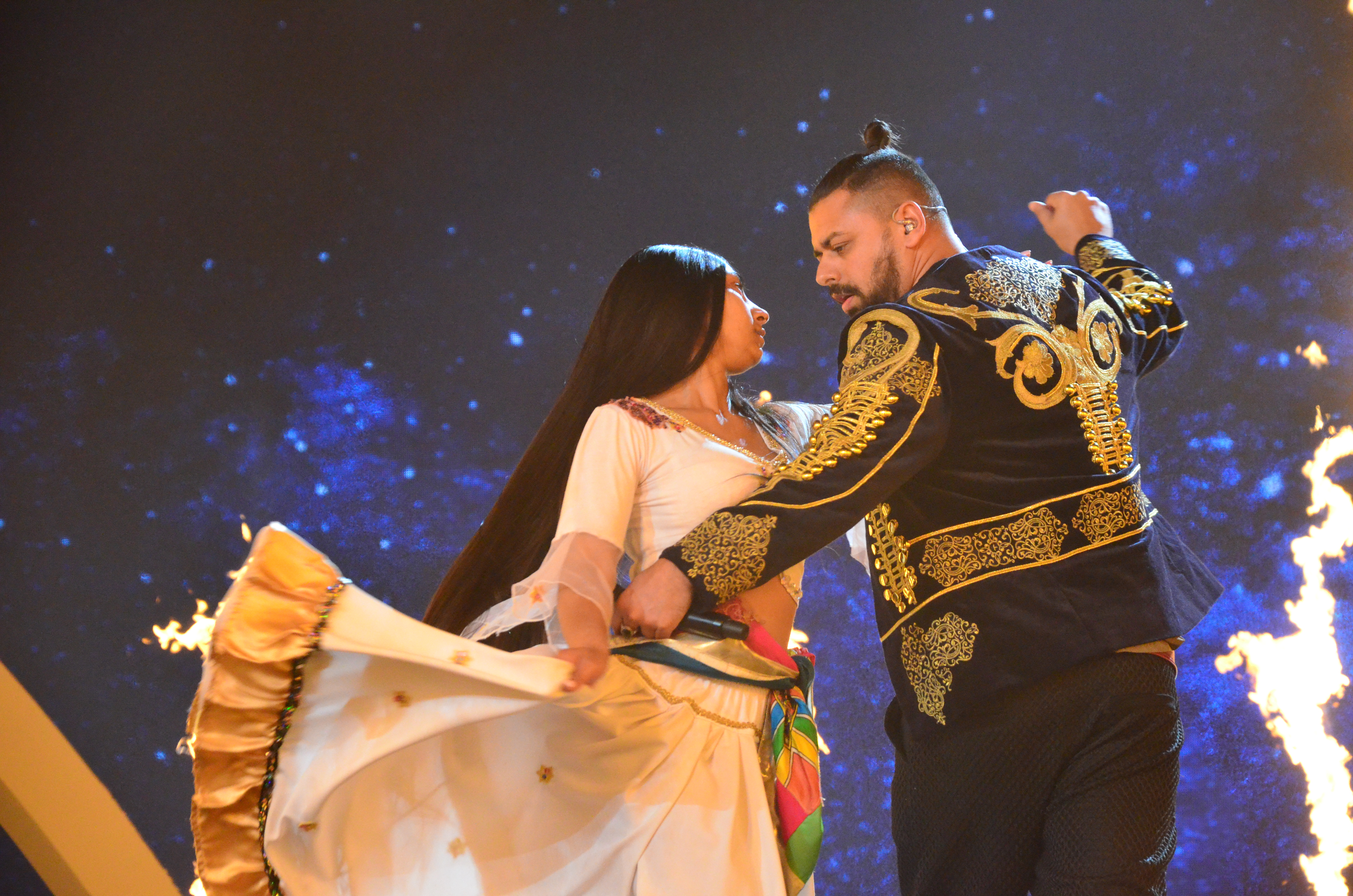
Joci Pápai podczas prób do występu w 62. Konkursie Piosenki Eurowizji, maj 2017

Od 2016 przygotowaniami do udziału w Konkursie Piosenki Eurowizji zajmuje się telewizja Duna Médiaszolgáltató (Duna). W maju 2016 wyraziła chęć udziału w 63. Konkursie Piosenki Eurowizji w Kijowie. W grudniu potwierdziła, że reprezentantem Węgier w konkursie będzie laureat A Dal 2017. Zgłoszenia do festiwalu ruszyły 11 października 2016, w regulaminie odnotowano dwie zmiany: każdy z wykonawców musiał mieć podpisany kontrakt płytowy z wytwórnią muzyczną lub menedżerem muzycznym, a także musiał mieć na swoim koncie album studyjny lub utwory grane w lokalnych rozgłośniach radiowych bądź telewizji. Do krajowych eliminacji dopuszczono 30 wykonawców, którymi zostali: Ádám Szabó, Andi Tóth, AnnaElza (feat. Júli Kása), Benjámin Pál, Benji, Calidora, Chase (wszedł na miejsce zespołu Jetlag), Dávid Henderson, Enikő Muri, Gigi Radics, Gina Kanizsa, Joci Pápai, Kállay Saunders Band, Kata Csondor, KYRA Fedor, Leander Kills, Mrs. Columbo, Orsi Sapszon, Peet Project, Peter Kovary and The Royal Rebels, Roma Soul, Soulwave, Spoon 21, Szabyest (wszedł na miejsce zespołu Rocktenors, który został zdyskwalifikowany za zbyt wczesne opublikowanie konkursowej piosenki), The Couple, The Wings, Gabi Tóth i Freddie Shuman (feat. Begi Lotfi), Viki Singh, Zävodi + Olivér Berkes oraz Zoltán Mujahid. Uczestnicy zostali podzieleni na trzy koncerty ćwierćfinałowe. Z każdego z ćwierćfinałów do kolejnego etapu przechodziło po sześciu wykonawców (pięciu dzięki głosowaniu jurorów oraz faworyt widzów). Z dwóch półfinałów do finału awansowało łącznie ośmiu kandydatów (sześciu dzięki głosowaniu jurorów oraz dwóch faworytów w głosowaniu widzów). W finale, który odbył się 18 lutego 2017, wystąpili: Gabi Tóth i Freddie Shuman (feat. Begi Lotfi), Soulwave, Gigi Radics, Kállay Saunders Band, Leander Kills, Zävodi + Olivér Berkes, Joci Pápai i Gina Kanizsa. Decyzją jurorów (Ferenc Molnár, Zséda, Károly Frenreisz, Miklós Both), do decydującej rundy przeszło czterech finalistów: Gigi Radics, Zävodi + Olivér Berkes, Joci Pápai i Gina Kanizsa. Głosami telewidzów, pierwsze miejsce zajął Joci Pápai z piosenką „Origo”, wygrywając finał krajowych eliminacji. 11 maja wystąpił w drugim półfinale konkursu i z drugiego miejsca (231 punktów) awansował do finału, rozgrywanego 13 maja. Zajął w nim ósme miejsce, zdobywszy 200 punktów.

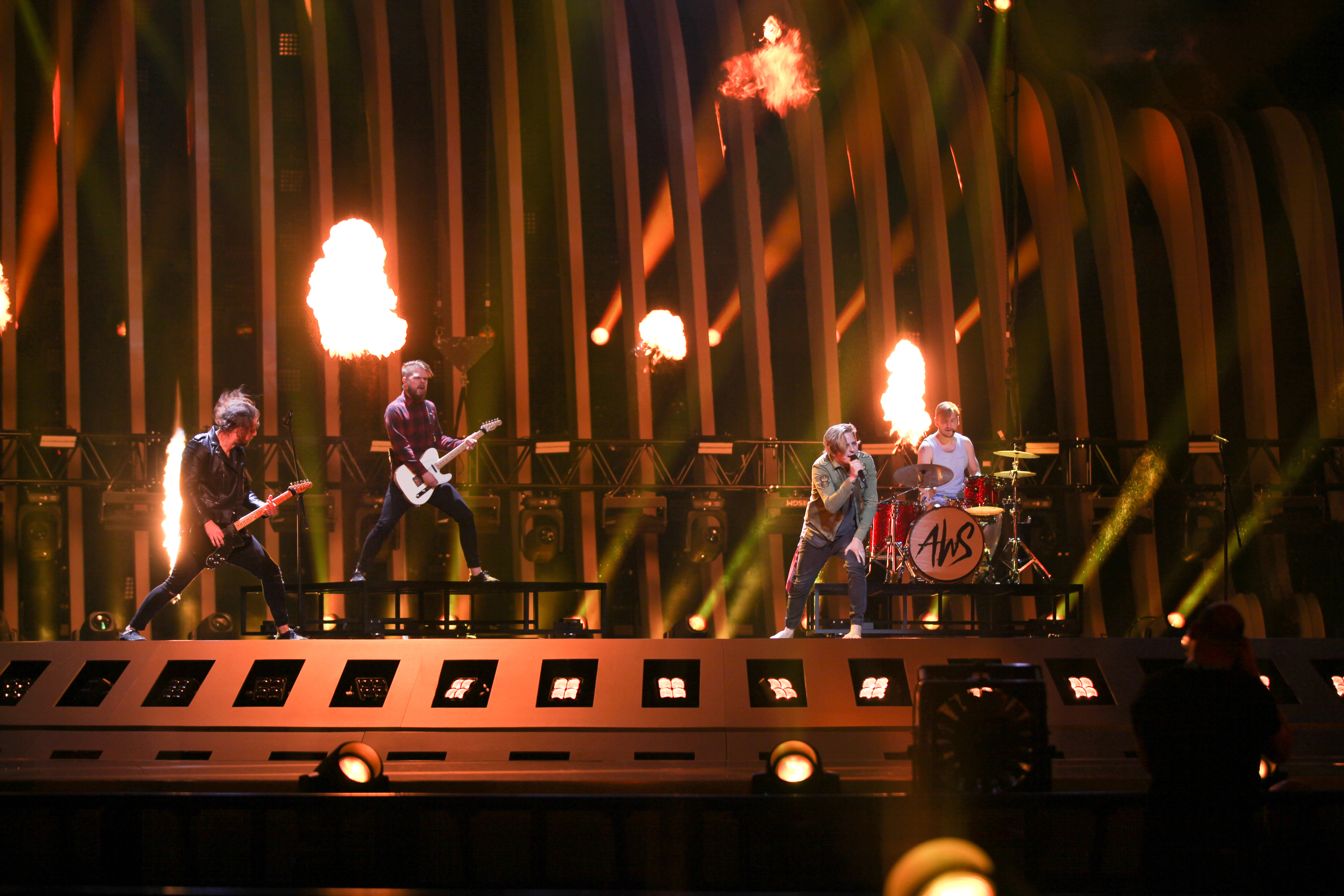
AWS podczas 63. Konkursu Piosenki Eurowizji (2018)

We wrześniu 2017 węgierska telewizja potwierdziła chęć udziału w 63. Konkursie Piosenki Eurowizji w Lizbonie. Reprezentantem kraju w konkursie został laureat A Dal 2018. Proces przyjmowania zgłoszeń trwał od 10 października do 20 listopada. Do stawki konkursowej zakwalifikowanych zostało 30 wykonawców: Andy Roll, AWS, Ceasefire X, Cintia Horváth i Tomi Balogh, Gergely Dánielfy, Fourtissimo, Ham ko Ham, Gabi Knoll, Gábor Heincz Biga, Leander Kills, Living Room, Maszkura és a tücsökraj, Maya ‘n’ Peti, Nemzenekar, Nene, trio Nikoletta Szőke, Attila Kökény i Róbert Szakcsi Lakatos, Noémo, Nova Prospect, Odet, Peet Project, Reni Tolvai, Roland Gulyás, SativuS, Tamás Horváth, Tamás Vastag, The Matter, Viktor Király, #yeahla (feat. Viki Eszes), yesyes i Zsolt Süle. Przed rozpoczęciem eliminacji z rywalizacji wycofali się Nemzenekar i The Matter, a na ich miejsce trafili Viki Singh i Patikadomb. Uczestnicy zostali podzieleni na trzy koncerty ćwierćfinałowe, z których do półfinałów awans zdobyło po sześciu kandydatów (pięciu dzięki głosowaniu jurorów oraz zwycięzca głosowania widzów). Z każdego z dwóch półfinałów do finału awansowało po czterech wykonawców (trzech dzięki głosowaniu jurorów oraz zwycięzca głosowania widzów). W skład komisji jurorskiej weszli: aktorka Judit Schell, piosenkarz Misi Mező oraz kompozytorzy Károly Frenreisz i Miklós Both. Koncerty prowadzili Kriszta Rátonyi i Freddie. W finale, rozgrywanym 24 lutego 2018, wystąpili: Leander Kills, yesyes, Zsolt Süle, Tamás Horváth, Gábor Heincz Biga, Gergely Dánielfy, AWS i Viktor Király. Decyzją jurorów, w ostatecznej rundzie głosowania telewidzów zmierzyli się: yesyes, Gergely Dánielfy, Viktor Király i zespół AWS. Pierwsze miejsce zajął AWS z piosenką „Viszlát nyár”, dzięki czemu wygrał finał. 10 maja reprezentanci wystąpili jako trzynaści w kolejności w drugim półfinale konkursu. Z dziesiątego miejsca (111 punktów) zakwalifikowali się do finału rozgrywanego 12 maja. Zaprezentowali się w nim z 21. numerem startowym i zdobyli łącznie 93 punkty, plasując się na 21. miejscu w głosowaniu telewidzów (15. miejsce) i jurorów (22. miejsce).

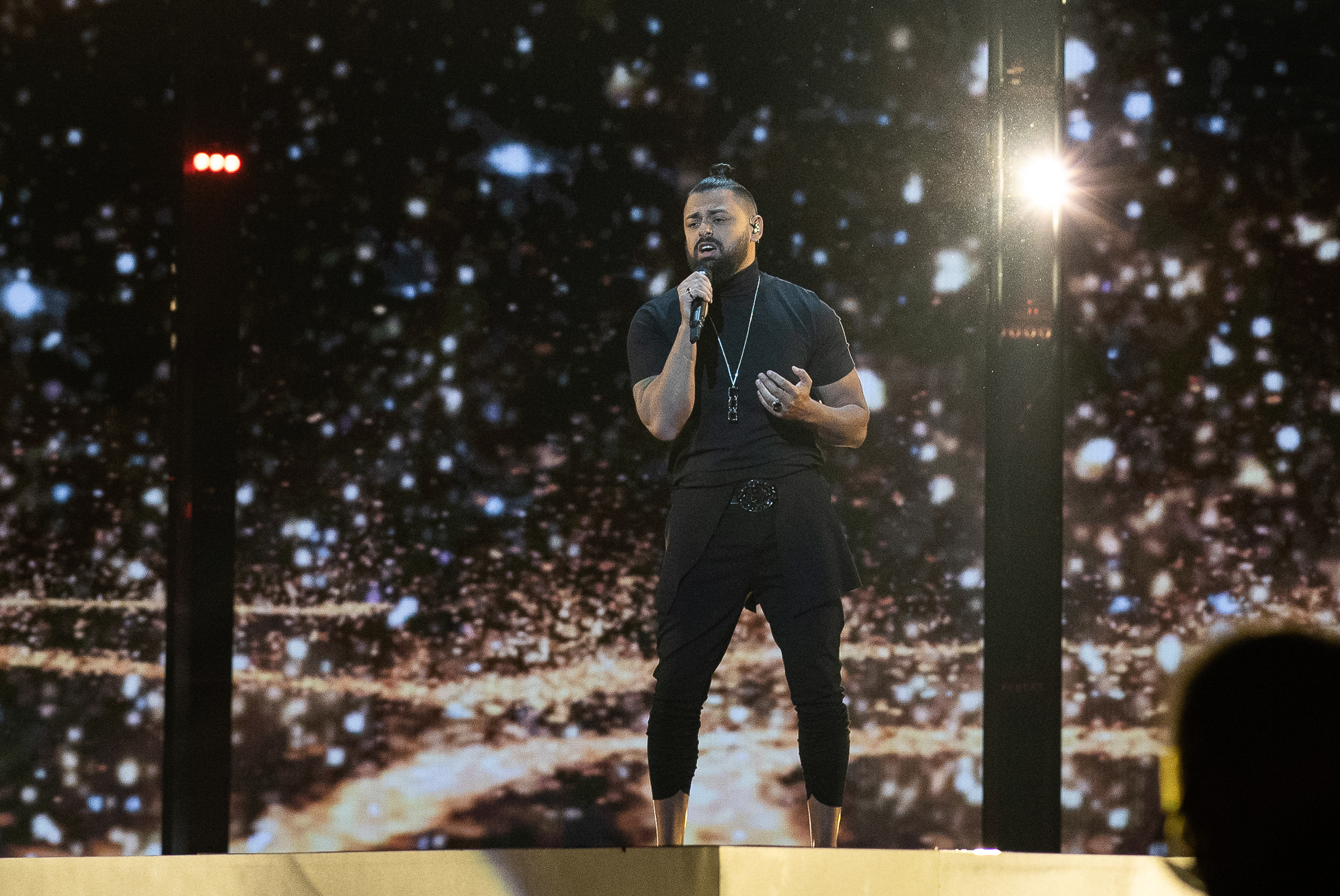
Joci Pápai podczas 64. Konkursu Piosenki Eurowizji (2019)

Pod koniec września 2018 telewizja Duna potwierdziła udział w 64. Konkursie Piosenki Eurowizji w Tel Awiwie. Do 8 listopada przyjmowała zgłoszenia do A Dal 2019. Do konkursu zostało zakwalifikowanych 30 uczestników, a listę uczestników telewizja ogłosiła 3 grudnia. W stawce znaleźli się: Akusztik Planet, Olivér Berkes, Timi Antal ft. Gergő Demko, Fatal Error, Dayana, Deniz, Goti, Klara Hajdu, Barni Hamar, David Hirtli, Konyha, Kyra Fedor, Leander Kills, Mocsok 1 Kölyök, Monyó Projekt, Bogi Nagy, Nomád, Gergő Oláh, Joci Pápai, Petruska, Rozina Pátkai, Ruby Harlem, Savus, Gergő Szekér, The Sign, The Middletonz, Laszlái Barai, USNK, Bence Vavra i yesyes. 14 maja wystąpił jako siódmy w kolejności w pierwszym półfinale konkursu. Zajął 12. miejsce z 97 punktami na koncie i nie zakwalifikował się do finału.

### Od 2020
W 2020 roku Węgry wycofały się z konkursu z powodu homofobicznych nastrojów wśród węgierskich polityków i od tego czasu nie biorą już w nim udziału. Program A Dal nadal jest rozgrywany w kraju, jednak nie pełni on już roli węgierskich preselekcji do Konkursu Piosenki Eurowizji.

## Uczestnictwo
Węgry uczestniczą w Konkursie Piosenki Eurowizji od 1994 i do tej pory wzięły udział 18 razy. Poniższa tabela uwzględnia nazwiska wszystkich węgierskich reprezentantów, tytuły konkursowych piosenek oraz wyniki w poszczególnych latach.
| Rok                                   | Wykonawca              | Piosenka                        | Język                | Finał              | Finał              | Półfinał                | Półfinał                |
| Rok                                   | Wykonawca              | Piosenka                        | Język                | Miejsce            | Punkty             | Miejsce                 | Punkty                  |
| ------------------------------------- | ---------------------- | ------------------------------- | -------------------- | ------------------ | ------------------ | ----------------------- | ----------------------- |
| 1993                                  | Andrea Szulák          | „Árva reggel”                   | węgierski            | –                  | –                  | 6                       | 44                      |
| 1994                                  | Friderika Bayer        | „Kinek mondjam el vétkeimet?”   | węgierski            | 4                  | 122                | Brak rundy półfinałowej | Brak rundy półfinałowej |
| 1995                                  | Csaba Szigeti          | „Új név egy régi ház falán”     | węgierski            | 22                 | 3                  | Brak rundy półfinałowej | Brak rundy półfinałowej |
| 1996                                  | Gjon Delhusa           | „Fortuna”                       | węgierski            | –                  | –                  | 23                      | 26                      |
| 1997                                  | V.I.P.                 | „Miért kell, hogy elmenj?”      | węgierski            | 12                 | 39                 | Brak rundy półfinałowej | Brak rundy półfinałowej |
| 1998                                  | Charlie                | „A holnap már ném lesz szomorú” | węgierski            | 23                 | 4                  | Brak rundy półfinałowej | Brak rundy półfinałowej |
| Brak reprezentanta w latach 1999–2004 |                        |                                 |                      |                    |                    | Brak rundy półfinałowej | Brak rundy półfinałowej |
| 2005                                  | NOX                    | „Forogj, világ!”                | węgierski            | 12                 | 97                 | 5                       | 167                     |
| 2006                                  | Brak reprezentanta     | Brak reprezentanta              | Brak reprezentanta   | Brak reprezentanta | Brak reprezentanta | Brak reprezentanta      | Brak reprezentanta      |
| 2007                                  | Magdi Rúzsa            | „Unsubstantial Blues”           | angielski            | 9                  | 128                | 2                       | 224                     |
| 2008                                  | Csézy                  | „Candlelight”                   | angielski            | –                  | –                  | 19                      | 6                       |
| 2009                                  | Zoli Ádok              | „Dance with Me”                 | angielski            | –                  | –                  | 15                      | 16                      |
| 2010                                  | Brak reprezentanta     | Brak reprezentanta              | Brak reprezentanta   | Brak reprezentanta | Brak reprezentanta | Brak reprezentanta      | Brak reprezentanta      |
| 2011                                  | Kati Wolf              | „What About My Dreams?”         | angielski, węgierski | 22                 | 53                 | 7                       | 72                      |
| 2012                                  | Compact Disco          | „Sound of Our Hearts”           | angielski            | 24                 | 19                 | 10                      | 52                      |
| 2013                                  | ByeAlex                | „Kedvesem (Zoohacker Remix)”    | węgierski            | 10                 | 84                 | 8                       | 66                      |
| 2014                                  | András Kállay-Saunders | „Running”                       | angielski            | 5                  | 143                | 3                       | 127                     |
| 2015                                  | Boggie                 | „Wars for Nothing”              | angielski            | 20                 | 19                 | 8                       | 67                      |
| 2016                                  | Freddie                | „Pioneer”                       | angielski            | 19                 | 108                | 4                       | 197                     |
| 2017                                  | Joci Pápai             | „Origo”                         | węgierski            | 8                  | 200                | 2                       | 231                     |
| 2018                                  | AWS                    | „Viszlát nyár”                  | węgierski            | 21                 | 93                 | 10                      | 111                     |
| 2019                                  | Joci Pápai             | „Az én apám”                    | węgierski            | –                  | –                  | 12                      | 97                      |
| Brak reprezentanta od 2020            |                        |                                 |                      |                    |                    |                         |                         |

## Historia głosowania w finale (1994–2019)
Poniższe tabele pokazują, którym krajom Węgry przyznają w finale najwięcej punktów oraz od których państw węgierscy reprezentanci otrzymują najwyższe noty:
| Lp. | Kraj        | Punkty |
| --- | ----------- | ------ |
| 1   | Szwecja     | 71     |
| 2   | Holandia    | 62     |
| 3   | Norwegia    | 61     |
| 4   | Azerbejdżan | 59     |
| 4   | Dania       | 59     |

| Lp. | Kraj      | Punkty |
| --- | --------- | ------ |
| 1   | Serbia    | 68     |
| 2   | Rumunia   | 67     |
| 3   | Finlandia | 61     |
| 4   | Chorwacja | 53     |
| 5   | Polska    | 50     |

## Nagrody im. Marcela Bezençona
Nagrody im. Marcela Bezençona wręczane są corocznie (od 2002) najlepszym piosenkom biorącym udział w Konkursie Piosenki Eurowizji. Przyznawane są w trzech kategoriach:
- Nagroda Dziennikarzy (zwycięzcę wybierają akredytowani dziennikarze)
- Nagroda Artystyczna (zwycięzcę wybierają komentatorzy konkursu)
- Nagroda Kompozytorska (zwycięzcę wybierają kompozytorzy biorący udział w konkursie)

Poniższy spis uwzględnia nagrody im. Marcela Bezençona zdobyte przez reprezentantów Węgier.
Nagroda Kompozytorów
| Rok  | Artysta     | Piosenka              | Autor(zy)               |
| ---- | ----------- | --------------------- | ----------------------- |
| 2007 | Magdi Rúzsa | „Unsubstantial Blues” | Magdi Rúzsa Imre Mózsik |

## Faworyt OGAE
Od 2007 Stowarzyszenie Miłośników Konkursu Piosenki Eurowizji (OGAE) przeprowadza nieoficjalny plebiscyt, w którym poszczególne kluby głosują na wszystkie piosenki zgłoszone do danym konkursu, przy użyciu tzw. „systemu eurowizyjnego” (tj. 1-7, 8, 10 i 12 punktów dla 10 najwyżej ocenionych utworów; klub nie może głosować na propozycję z własnego kraju). W głosowaniu mogą brać udział wszystkie 37 klubów rozmieszczonych po całej Europie.
| Rok  | Artysta   | Piosenka                | Autor(zy)                                                 |
| ---- | --------- | ----------------------- | --------------------------------------------------------- |
| 2011 | Kati Wolf | „What About My Dreams?” | Viktor Rakonczai Gergő Rácz Péter Geszti Johnny K. Palmer |